# Ньютон (гора)
Нью́тон (Ньютонтоппен; норв. Newtontoppen) — горная вершина на острове Западный Шпицберген, высшая точка архипелага Шпицберген.
Гора Ньютон расположена в южной части полуострова Ню-Фрисланд. Высота вершины составляет 1713 м. Первое восхождение на неё совершил российский и шведский геолог, минералог и петрограф, участник русско-шведской экспедиции на Шпицбергене  (1899—1902) Хельге Баклунд в 1900 году. Гора получила название в честь великого английского учёного Исаака Ньютона.